# Hermann Zapf

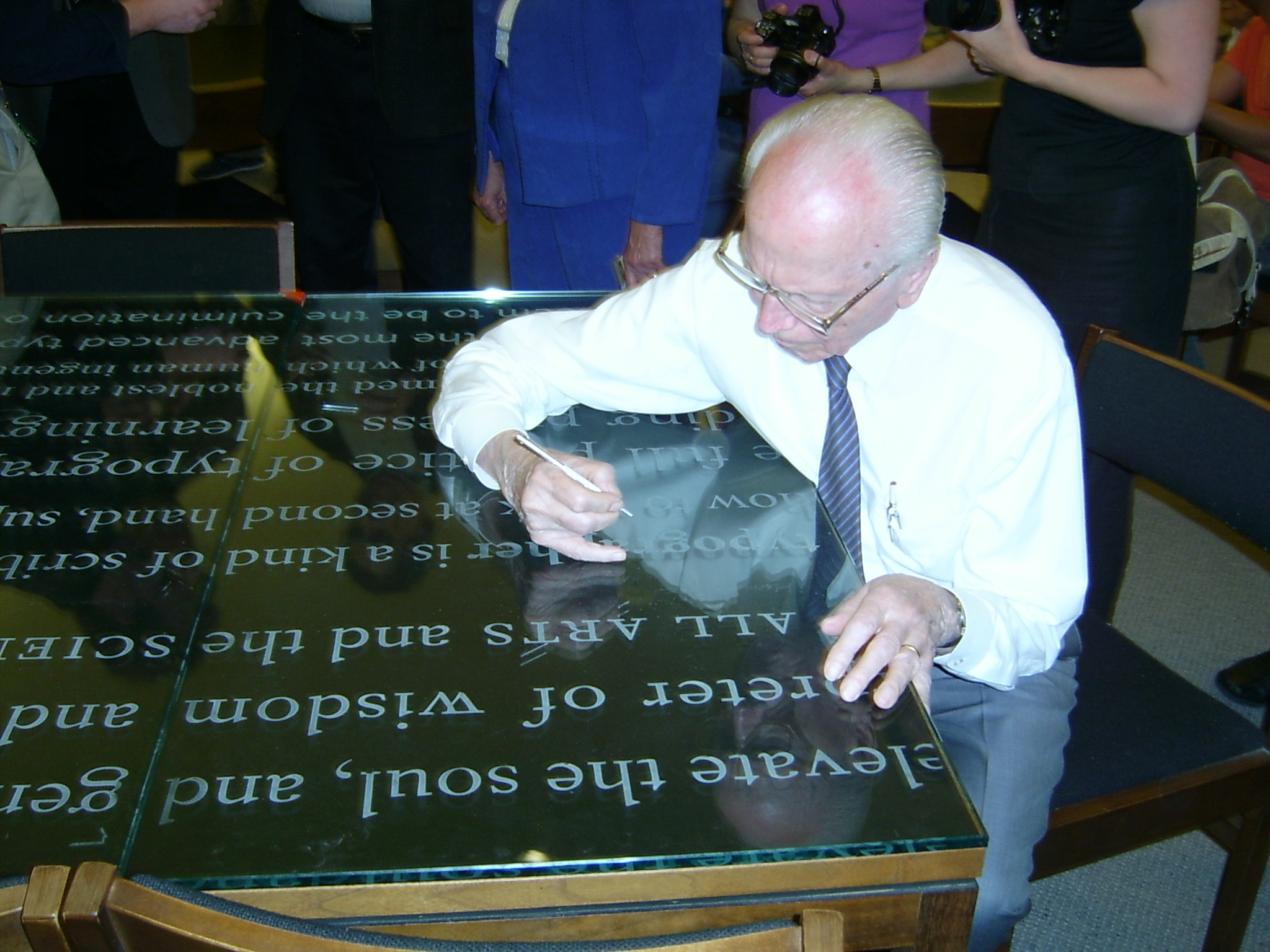
Herman Zapf podpisuje diamentowym rylcem zaprojektowany przez siebie dla RIT szklany panel.

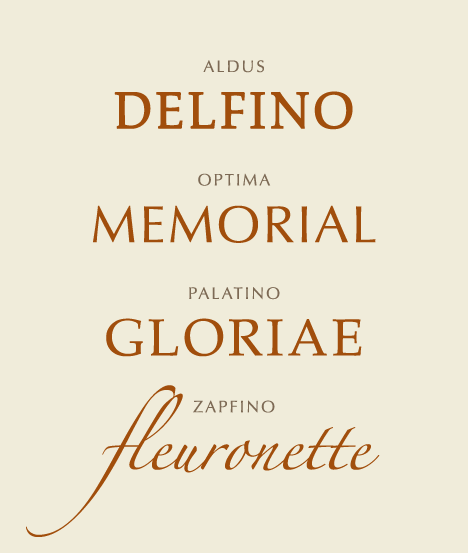
Cztery najbardziej znane czcionki Zapfa

Podobieństwo Palatino i Book Antiqua

Hermann Zapf (ur. 8 listopada 1918 w Norymberdze, zm. 4 czerwca 2015 w Darmstadt) – niemiecki projektant czcionek, nauczyciel typografii, kaligraf, introligator i autor.
Najbardziej znane czcionki zaprojektowane przez Zapfa to: Palatino (1948), Optima (1952), Aldus (1954), Zapf Book (1976), Zapf Dingbats (1978), Zapf Chancery (1979) oraz Zapfino (1998).
Zapf w swojej długiej karierze typografa pracował na kilku etapach rozwoju technologii drukarskich. Od stalorytu przez typooffset do druku cyfrowego składanego na komputerach przy pomocy programów DTP.
W 1977 roku Zapf objął profesurę pierwszej na świecie katedry Typografii Komputerowej na Rochester Institute of Technology w Rochester w stanie Nowy Jork. Mieszkając na stałe w Darmstadt przez kolejne 10 lat był zaangażowany w prace na uczelni w Rochester i Szkoły Grafiki i Fotografii w Darmstadt.
W tym samym roku założył w Nowym Jorku firmę Design Processing International zajmującą się rozwijaniem oprogramowania związanego z typografią komputerową.
W 1993 Zapf wystąpił z Międzynarodowego Stowarzyszenia Typograficznego, w proteście po tym jak Microsoft rozpoczął sprzedaż swojego pakietu biurowego Microsoft Office wyposażonego w czcionkę Monotype Book Antiqua – będącą bliską kopią Palatino.
Herman Zapf wystąpił w filmie dokumentalnym „Helvetica” poświęconym krojowi pisma o tej nazwie.